# Alves (raper)
Alves (nom de naixement: Rafael Alves de Oliveira; Brasília, Brasil) és un raper i compositor brasiler, conegut per les seves habilitats en Freestyle rap i Hip-Hop. Alves va ser campió del Duelo de MCs Nacional 2020 de Brasil.

## Biografia
L'any 2012, l'artista va començar a fer freestyle, participant en diverses batalles i esdeveniments a la Batalha do Museu i Batalha do Neurônio a Brasília. L'any 2013, Gerson Macedo, conegut com a Zen MC, el va convidar a formar part del grup de Underground Hip-Hop ZKAR. En aquell moment, ZKAR estava format per Zen MC, Kamorra, Alves i Rafak, amb producció musical i instrumental de Emtee Beats.
L'any 2014, Alves va gravar la seva primera cançó, titulada "Reflexo Oculto", juntament amb Zen MC i Emtee a Intercala Records, un segell amb seu a Brasília. Al mateix any, també va crear la cançó "Foco" amb Rafak i Zen, també amb producció musical d'Emtee. Les cançons "Reflexo Oculto" i "Foco" van tenir una repercussió positiva en l'escena de Hip-Hop de Brasília i en la escena nacional de rap, donant un reconeixement inicial a Alves i al grup ZKAR.
L'any 2015, Alves es va classificar per al Duelo de MCs Nacional a Belo Horizonte, i després de rimar satisfactòriament en les batalles, va arribar a la final, però va perdre davant del raper carioca Orochi.
Alves va continuar centrant-se en les batalles de freestyle, i l'any 2017 es va classificar de nou per al Duelo de MCs Nacional, però va ser eliminat a la primera fase davant de Cesar MC, qui es va convertir en el campió de l'edició. També el 2017, va llançar la cançó "Alvo", produïda per Emtee Beats i publicada pel segell Aldeia Records de Batalha da Aldeia.
L'any 2020, a causa de la pandèmia de COVID-19, l'edició del Duelo de MCs Nacional es va ajornar fins al 2021. Alves es va classificar novament amb èxit, i en la seva tercera participació va guanyar el torneig, vençent Vinicius ZN a la batalla final. Alves va rebre un premi de 20.000 reals i un contracte amb Som Livre per gravar i publicar el seu disc en solitari. L'any 2022, Alves va llançar el disc Entre Chronos e Kairós, que narra la seva trajectòria en el Hip-Hop, la seva fe religiosa i diverses qüestions socials, amb participació de Cesar MC, Marcos Almeida, Dudu, Noventa, Hemi, VK i producció de DJ Caíque, Emtee Beats, Lerym, Nobre, entre altres.

## Discografia[calcitació]

### Àlbums
- Entre Chronos e Kairós (2022) publicat per Som Livre

### EPs
- Pergaminho EP amb ZKAR (2015) produït per Emtee Beats a Intercala Records

### Singles
- Alvo (2017) produït per Emtee Beats
- Dias Maus (2020) produït per Emtee Beats

### Videoclips
- SouFree feat Fabio Brazza (2018) instrumental produït per DJ Caíque
- Ressurreição (2022) instrumental produït per Lerym
- Falsa Vitrine feat Cesar MC (2022) instrumental produït per Nobre
- Sangue feat Dudu (2022) instrumental produït per Emtee Beats

## Premis
- Subcampió del Duelo de MCs Nacional 2015
- Campió del Duelo de MCs Nacional 2020[7]